# The Sumitomo Bank, Limited
The Sumitomo Bank, Limited (яп. 株式会社住友銀行) был главенствующим японским банком, основанным в Осаке, и центральным элементом компании Сумитомо. Он объединился с Sakura Bank 1 апреля 2001 года, чтобы сформировать единую банковскую корпорацию Сумитомо-Мицуи.

## История
Банк Сумитомо был создан как частное предприятие в ноябре 1895 г. и реорганизован в общество с ограниченной ответственностью с 15 миллионами иен капитала в марте 1912 года. Он открыл многочисленные зарубежные филиалы во время Первой мировой войны, поэтому дзайбацу Сумитомо достиг глобального уровня .
После Второй мировой войны, корпорация Сумитомо была расформирована и ее составным компаниям было запрещено использовать название «Сумитомо». Банк переименовал себя в «Банк Осаки» в октябре 1948 г.  В декабре 1952 года его название было изменено на Банк Сумитомо. Сумитомо был основным банком для ряда крупных японских производителей во время раннего послевоенного периода, в том числе NEC и Panasonic (Мацусита).
В 1970-е годы он потерял почти $ 1 млрд в реструктуризации основанной в Осаке главной торговой компании Ataka & Co., которая, в сочетании с одновременным спасением Мазда, имела большое влияние на финансы Сумитомо, сместив его вниз с положения самого прибыльного банка в Японии на девятое место. Тем не менее, спасение Атака и Мазда повысили репутацию отрасли Сумитомо, показывая свою преданность клиентам. Он не стал крупнейшим японским банком по вкладам до слияния банка Dai-Ichi и банка Nippon Kangyo в единый банк Dai-Ichi Kangyo Bank.
В 1986 году Сумитомо объединился с банком Heiwa Сого с целью расширения своего влияния в районе Токио. В том же году она приобрела 12,5% у Goldman Sachs.
Сумитомо понёс большие потери во время краха японского финансового пузыря в 1990-е годы. В 1993 году он списал 100 миллиардов иен в плохие кредиты, а в 1994 году его директор филиала Нагоя был убит в связи с возможным накоплением плохих долгов. В 1995 году банк опубликовал первый чистый убыток крупного японского банка в послевоенный период.
Банк продал Калифорнийский банк Сумитомо, шестой по величине банк в Калифорнии, со значительной скидкой Zions Bancorporation в 1998 году (Банковская корпорация Сумитомо - сейчас часть California Bank and Trust).
В 1999 году на фоне усиления конкуренции, когда другие японские и иностранные банки консолидировались, Сумитомо объявил о своем слиянии с Sakura Bank, чтобы сформировать банковскую корпорацию Sumitomo Mitsui. Слияние было одобрено в июне 2000 года и совместило сильную розничную торговлю банка Сакура,  восточное присутствие Японии с мощной оптовой торговлей Сумитомо, и западное присутствие Японии.
Слияние компаний создало в мире третью по величине банковскую группу того времени, после Deutsche Bank и скорого слияния в Банк Мидзухо
.
BIC кодом Сумитомо был "SMITJPJT."

## Известные выпускники
• Дайдзо Кусуда, член Палаты представителей
• Итиро Миясита, член Палаты представителей